# 安東尼夫卡 (杜納伊夫齊市鎮)
48°51′7″N 26°54′36″E / 48.85194°N 26.91000°E
安托尼夫卡（烏克蘭語：Антонівка）是位於烏克蘭西部赫梅利尼茨基州裏卡緬涅茨-波多利斯基區的杜納伊夫齊市鎮的村莊，面積0.87平方公里，海拔高度254米，2001年人口123，人口密度每平方公里142人。